# El alma del vampiro (novela)
El alma del vampiro o La música de los vampiros (en inglés Lost Souls) es una novela de horror escrita en 1992, la primera del escritor Poppy Z. Brite. Es la única aventura larga de los personajes Steve Finn y Fantasma, que aparecen en numerosos relatos cortos del autor. La novela es la versión extendida de su relato The Seed of Lost Souls.
Varios personajes de esta historia aparecen en la segunda novela de Brite: La llamada de la sangre, aunque no es una continuación directa.

## Trama
Jessy, una muchacha con tendencias autodestructivas entra una noche en un destartalado bar de Nueva Orleáns regentado por un antiguo y melancólico vampiro y que ha recibido la visita de otros tres. La chica, ávida de emociones fuertes y deseosa de unirse a los chupasangres disfruta de una noche de sexo y sangre con uno de ellos. Fruto de esta aventura queda embarazada y morirá dando a luz a un hijo que devora sus entrañas.
Dieciséis años después la narración se retoma con una serie de historias diferentes que se entrelazarán unas con otras.
En primer lugar la historia de Nada, un adolescente que vive con sus padres adoptivos, lleno de preguntas e inquietudes, y que decide huir de casa en una búsqueda personal que lo llevará a descubrir su vampirismo, al encontrarse con Zillah, Molochai y Twig, tres vampiros juerguistas, ansiosos de sangre, alcohol y diversión, en su deambular por los Estados Unidos. A estos vampiros se une el melancólico Christian, deseoso de compañía con la que sobrellevar su soledad.
Y paralelamente el grupo de rock "¿Almas Perdidas?" que da nombre a la novela en inglés (Lost Souls), que en estos momentos sufren sus propios problemas personales y cuyo camino terminará cruzándose con los vampiros.

## Personajes

### Steve Finn
Steve nació y se crio en Missing Mile, Carolina del Norte. Trabaja en una tienda de discos llamada "El Disco Giratorio". Se le describe como un individuo alto y robusto, de nariz aguileña y largo cabello oscuro que raramente se lava. Es orgulloso y tozudo, bebe demasiado y es propenso a estallidos de violencia. Durante la novela se encuentra atormentado por la reciente ruptura y el recuerdo de su exnovia, Ann, a la que violó tras descubrir que le había sido infiel.

### Fantasma
Fantasma es el mejor amigo de Steve y a lo largo de la novela su relación a menudo tiene matices homoeróticos, pero no se convierten en amantes hasta el cuento Stay Awake. Fantasma hace justicia a su apodo debido a su piel traslúcida, pelo rubio y casi blanco y enormes ojos azules. Amable y compasivo, Fantasma a menudo tiene visiones inexplicables y a veces incluso recibe señales del futuro.

### Ann Bransby-Smith
Ann, la exnovia de Steve, juega un papel ambiguo a lo largo de la novela, pero se ve infelizmente involucrada en la trama cuando los vampiros Zillah, Twig, Molochai y Nada llegan a Missing Mile. Tiene un largo cabello aureo-rojizo y pasa la mayor parte del tiempo al principio de la novela incrementando su desagrado por su nuevo novio y echando de menos a Steve. Es una de las víctimas más trágicas de la historia.

### "Lost Souls?"
Steve y Fantasma forman una banda musical. Fantasma es el vocalista y Steve toca la guitarra. "Lost Souls?" ha viajado por los Estados Unidos y con frecuencia actúan en el club local de Missing Mile, un lugar llamado El Tejo Sagrado.

### Otras apariciones
- "Angels" (editado en Wormwood)
- "The Seed of Lost Souls" (cuento del que El alma del vampiro es una expansión)
- "The South Central Rain Story"
- "Stay Awake"
- "America" (editado en "Are You Loathsome Tonight?)
- "How to Get Ahead in New York" (editado en Wormwood)
- "Con Party at Hotel California" (primer capítulo original de la novela inconclusa que iba a ser la continuación de "El alma del vampiro".)

### Los vampiros
Los vampiros de esta novela son muy diferentes a los del folklore tradicional. En lugar de ser transformados a partir de los humanos, son una especie diferente a la humana, con la que pueden hibridarse. Aunque la mayoría se alimentan de sangre algunos se alimentan de otras sustancias (como amor y belleza). También existen importantes diferencias entre los vampiros antiguos y jóvenes (debido a los frecuentes cruces sanguíneos con la humanidad). Los vampiros más viejos a menudo tienen colmillos afilados retráctiles, son sensitivos a la luz del sol y no pueden comer ni beber. Los vampiros jóvenes tienen dientes humanos normales que suelen afilar, no sufren daño de la luz del sol y pueden comer y beber (como demuestra el grupo de Zillah bebiendo chartreuse). Los vampiros de Poppy Z. Brite también parecen carecer de muchos poderes sobrenaturales asociados al vampirismo aparte de curarse rápidamente, poseer sentidos incrementados y una fuerza superior a los humanos. Pueden morir si su corazón o cerebro son destruidos. Las mujeres vampiras también suelen morir durante el parto, porque los vampiros matan a sus madres devorándolas dentro del útero.

#### Nada (bautizado Jason)
Un vampiro adolescente adoptado por unos humanos cuando era un bebé. Nació en Nueva Orleáns y fue llevado por el vampiro Christian a una pequeña ciudad en Maryland después de que naciera y lo dejó en el porche de la casa de una pareja sin hijos. La historia de la novela se centra en torno a él y su viaje para encontrar a su verdadera familia. El nombre de Nada significa que es una página en blanco y que puede escribir cualquier cosa que quiera en ella y convertirse en lo que quiera, como se señala en la novela. Es un elemento de los temas existencialistas y nihilistas de la novela.

#### Zillah
Zillah es el padre vampiro de Nada, así como su amante (aunque al principio sin saberlo). Sus rasgos distintivos son sus brillantes ojos verdes y las mechas verdes, púrpuras y doradas de su cabello -los colores del Mardi Gras. Se le describe como un individuo increíblemente hermoso -andrógino, esbelto y más bajo que Molochai y Twig, con los pezones perforados y uñas afiladas y pintadas de negro. Durante la novela aparece como una persona cruel, insensible y violenta (sexual y físicamente), pero desarrolla afecto por Nada tras descubrir su vampirismo y que es su propio hijo.

#### Twig y Molochai
Los glotones vampiros que acompañan a Zillah, son muy similares en carácter, aunque sus rasgos son diferentes. Raramente se separan el uno del otro. Twig es el más alto de los dos, sus rasgos son afilados y su conducta astuta. Twig también conduce la furgoneta en la que viaja con Zillah y Molochai. Molochai es ligeramente más bajo, con rasgos infantiles y redondeados. Le gustan los dulces y los pasteles, mientras que sus compañeros tienen gustos más adultos.

#### Christian
Este vampiro trabaja como camarero en un bar de Nueva Orleáns y cuida de Jessy, la madre humana de Nada, durante su embarazo. Cuando Nada nace se lo lleva de la ciudad y lo deja al cuidado de unos humanos, tratando de alejarlo de su existencia maldita. A pesar de su vampirismo, Christian es muy compasivo hacia a los humanos, y a veces es la voz de la sabiduría entre el grupo de los vampiros que aparecen en la novela. Es el más viejo del grupo, pues tiene 383 años. También es el personaje más solitario de la novela, quizás debido a su edad. Christian tiene colmillos retráctiles y no puede comer ni beber, sobreviviendo exclusivamente de la sangre. También es intolerante a la luz del sol, aunque puede moverse durante el día si cubre su piel y sus ojos.